# أذينة ذهبية
أذينة ذهبية (الاسم العلمي: Phlomis aurea) هو نوع نباتي يتبع جنس الأذينة من الفصيلة الشفوية.